# Catherine-Dominique de Pérignon
Pour les articles homonymes, voir Pérignon.
Catherine-Dominique, marquis de Pérignon, né le 31 mai 1754 à Grenade et mort le 25 décembre 1818 à Paris, est un militaire français qui commence sa carrière sous l'Ancien Régime avant de se rallier à la cause de la Révolution française. Il s'illustre contre les Espagnols et devient général de division avant de prendre la tête de l'armée des Pyrénées à la suite de la mort de Dugommier.
Élevé à la dignité de maréchal d'Empire en 1804 mais trop âgé pour mener campagne (il a cinquante ans), il n'exerce plus sous le régime impérial que des fonctions administratives : il est ainsi gouverneur général des États de Parme et Plaisance (1806) puis gouverneur et commandant en chef des troupes françaises à Naples (1808). Sénateur et comte de l'Empire, il se rallie à la monarchie après la chute de l'Empereur et devient gouverneur de Paris. Également fait marquis par Louis XVIII, le maréchal meurt le 25 décembre 1818 à soixante-quatre ans.

## Biographie

### Début de carrière sous l'Ancien Régime

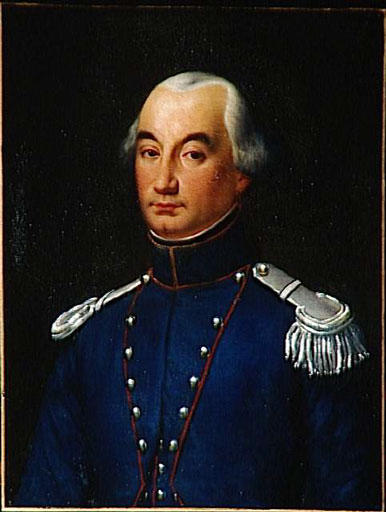
Dominique-Catherine Pérignon, lieutenant-colonel dans la Légion des Pyrénées en 1792, Louis-Félix Amiel, 1835.

Issu d’une famille aisée établie dans le Languedoc (Grenade) depuis le XVIe siècle et dont une branche a été anoblie par le capitoulat de la ville de Toulouse en 1706, Pérignon entreprend après de bonnes études une carrière militaire. Il obtient un brevet de sous-lieutenant dans le corps des grenadiers royaux en Guyenne en 1769. L'année suivante, il est aide de camp du comte de Preissac. L'édit de Ségur bloquant l'avancement militaire des roturiers et des anoblis récents, il démissionne de ses fonctions et retourne sur ses terres. Il épouse le 14 février 1786, Hélène-Catherine de Grenier ; ils auront onze enfants.

### Sous la Révolution
Rentré depuis quelque temps déjà dans la vie civile, avec la maturité de l'exercice et des années, il ne tarde pas à s'associer au nouvel ordre des choses. Il accueille les événements de 1789 avec bienveillance et en épouse les idées. Il accepte les fonctions de juge de paix du canton de Montech. C'est dans l'exercice de cette magistrature nouvelle et populaire que les électeurs du département de la Haute-Garonne viennent le prendre pour l'envoyer comme leur représentant élu député à l'Assemblée législative en 1791. Il est alors âgé de trente-sept ans ; il a servi comme officier et siégé comme juge. Ces précédents influeront sur le reste de sa vie et lui enlèveront, soit dans les camps, soit dans les affaires, le caractère de la spécialité. Il siège à la Législative à droite, est membre du comité militaire, mais démissionne au premier cri de guerre pour devenir lieutenant-colonel d'infanterie dans la Légion des Pyrénées.

### Ascension militaire et politique
En juillet 1793, Pérignon participe aux combats de Thuir et du Mas-de-Serre. Il se fait remarquer au combat de Truillas par les représentants du peuple, et devient colonel en 1793 puis obtient le grade de général de brigade en septembre et participe à la bataille de Peyrestortes. Général de division deux mois plus tard, le 3 nivôse an II (23 décembre 1793), il remporte de nombreux succès. Il sauve la place de Perpignan et reçoit dans cette affaire un coup de baïonnette à la cuisse. Il prend le camp du Boulou le 12 floréal an II (1er mai 1794). Vainqueur à La Junquera le 7 juin, il commande le centre de l'armée le 28 brumaire an III (18 novembre 1794), à la bataille de la Montagne-Noire le 30 brumaire an III (20 novembre 1794) contre les Espagnols, où périt Dugommier tué à la tête de l'armée et à qui Pérignon succède comme commandant en chef. La bataille d'Escola, la prise de la forteresse du Bouton-de-Roses et de la ville de Roses justifient ce choix par la suite. Il prend Figuières mais essuie un revers à Bàscara, le 17 floréal an III (6 mai 1795).
Il est élu par la Haute-Garonne au Conseil des Cinq-Cents. Le 4 messidor an III (22 juin 1795), le traité de Bâle réconcilie la France et l'Espagne, et Pérignon, ambassadeur à Madrid, est chargé de cimenter les relations amicales que ses victoires ont rétablies, et de conclure une alliance offensive et défensive. Cette alliance est formalisée par le traité de Saint-Ildefonse en août 1796. Deux ans plus tard, le vice-amiral Truguet le remplace à ce poste important. À la suite d'une liaison avec une espionne royaliste, il est rappelé par le Directoire en 1797 et placé au traitement de réforme.

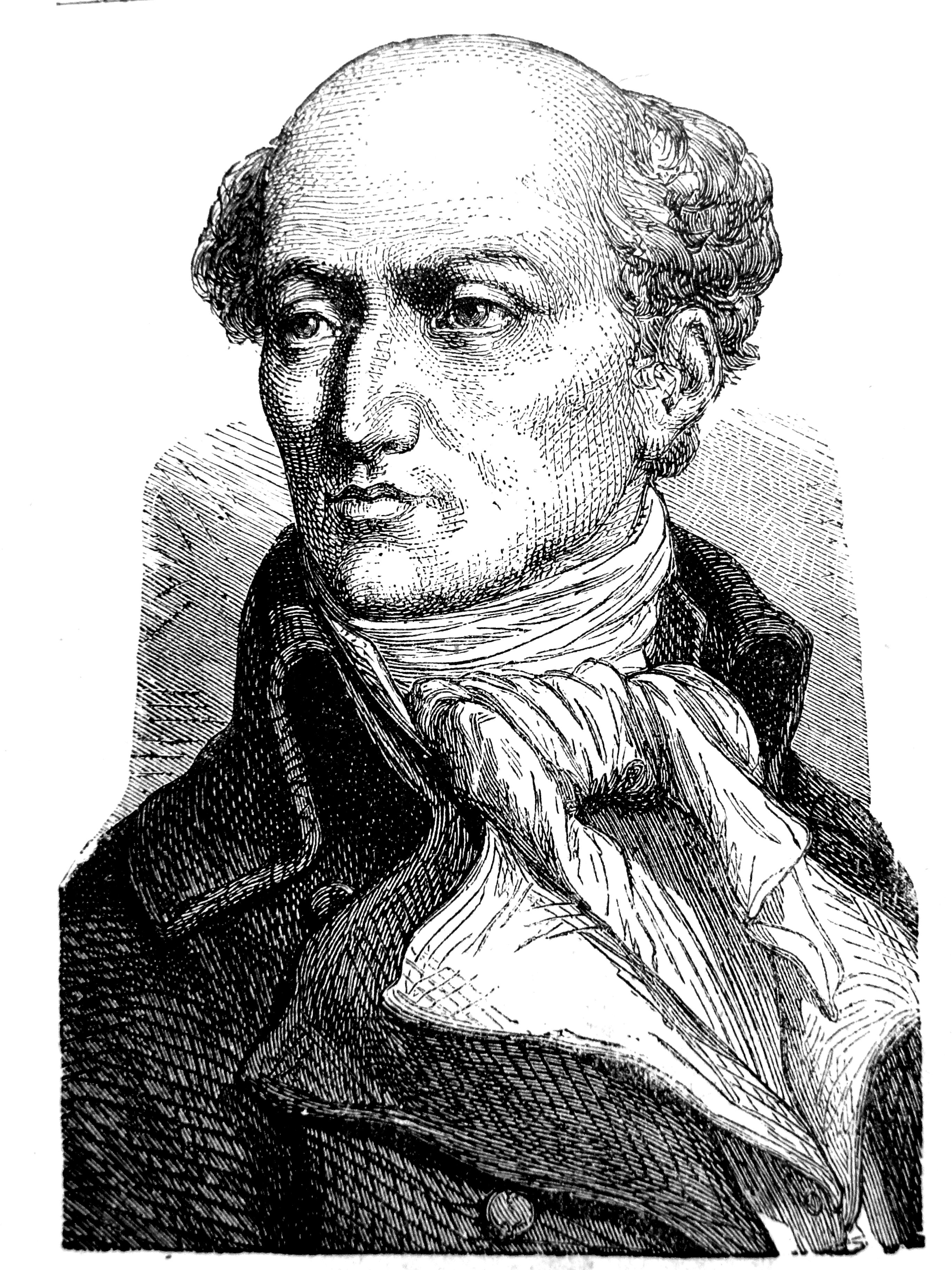
Catherine-Dominique de Pérignon (gravure pour l’Album du Centenaire).

Remis en activité en 1799, il se voit confier le commandement des troupes de Ligurie. Il reprend son rang de bataille à l'armée d'Italie. Il commande l'aile gauche à la bataille de Novi ; ses deux divisions, aux ordres des généraux Grouchy et Lemoine, gardent les vallées de la Bormida et du Tanaro. Pérignon défend le village de Pasturana mais accablé par le nombre, il tombe couvert de blessures aux mains de l'ennemi le 15 août 1799. Ce n'est qu'en 1800, que les Russes le rendent à la France. Le vainqueur de la bataille de Marengo accueille l'intrépide et malheureux soldat de Novi ; mais déjà âgé de quarante-sept ans, Pérignon ne peut pas prendre place dans le cortège de jeunes capitaines qui se pressent autour du jeune héros.

### Sous le Consulat
Bonaparte le fait nommer vice-président du Sénat conservateur en 1801. Retiré de l'armée active, Pérignon rentre ainsi dans la carrière législative par la première magistrature de la République. Le premier Consul le jugeait déjà trop mûr pour le champ de bataille. On peut marquer ici le terme de sa vie militaire. Lorsque le chef de l'État lui rendit l'épée du commandant, ce fut plutôt pour un service de représentation que d'activité. Le traité du 12 septembre 1796 ayant laissé des incertitudes sur la limite entre la France et l'Espagne, Pérignon (qui avait signé ce traité) reçoit le 11 septembre 1802 la mission de régler ces difficultés, en qualité de commissaire extraordinaire. Il se montre très actif au Sénat en faveur du Consulat à vie et de la promulgation de l'Empire. Président du collège électoral de la Haute-Garonne le 10 mars 1804, il présente le 6 mai de la même année au Premier Consul une députation du collège, et termine ainsi son discours :

« Ô Napoléon ! lorsque le monde reste dans le silence de l'admiration en présence de votre renommée, les trente-cinq millions de Français pourraient-ils ne pas consacrer cette si grande prédilection dont le ciel les a favorisés en vous plaçant à leur tête ! Qu'ils vous portent sur le pavois entouré de tous les attributs dignes d'eux et de vous ; qu'en même termes toute votre famille y soit portée, saisie d'un pacte héréditaire indissoluble, et que la postérité soit ainsi forcée à reconnaître que la génération présente sut tester glorieusement et utilement en faveur des générations futures. »

Dix jours plus tard, le Sénat allait saluer Napoléon du titre d'Empereur. Pérignon est mis en possession de la sénatorerie de Bordeaux par disposition consulaire en 1803, avec un revenu annuel de 25 000 francs.

### Le maréchal Pérignon au service de l'Empire

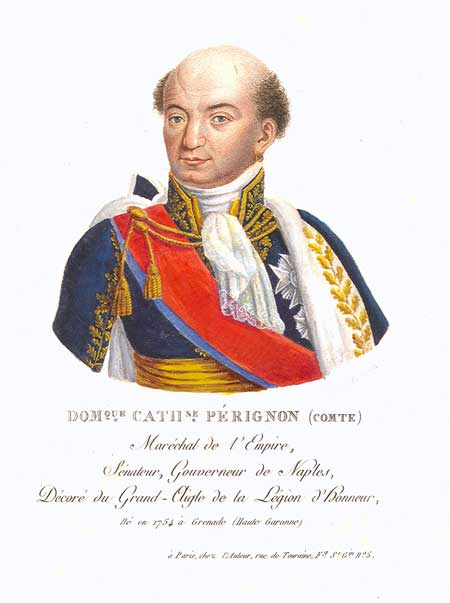
Catherine-Dominique de Pérignon, comte de l'Empire et gouverneur de Naples (gravure sur bois du XIXe siècle).

Le lendemain de la fondation de l'Empire, Napoléon rend un décret (19 mai 1804), désignant quatorze maréchaux de France, auxquels sont adjoints, avec le même titre, quatre sénateurs ayant commandé en chef, parmi lesquels Pérignon. Déjà âgé lors de sa nomination, le parcours militaire de Pérignon est derrière lui lorsqu'il reçoit son bâton de maréchal. Son élévation à cette dignité récompense tout à la fois sa valeur personnelle et l'armée des Pyrénées orientales qu'il commandait. Lors de la cérémonie du Sacre, Pérignon porte le sceptre de Charlemagne. L'impératrice Joséphine dit à propos de Pérignon dans une lettre adressée à la sœur de ce dernier : « l'Empereur l'aime beaucoup et je lui suis très attachée ».
Le reste de sa carrière est essentiellement voué à des tâches administratives. Le maréchal sénateur devient, le 25 prairial an XIII, grand officier de la Légion d'honneur et grand aigle le 13 pluviôse an XIII (1805). Gouverneur de Parme et de Plaisance en 1806, il reçoit en 1808, l'ordre d'aller prendre le commandement en chef des troupes françaises dans le royaume de Naples en remplacement du maréchal Jourdan. La même année, il est nommé grand dignitaire de l'ordre des Deux-Siciles et comte de l'Empire (1808). Il ne quitte Naples qu'au moment où le roi se déclare contre la France. Il commande l'armée napolitaine de Murat pendant ses absences. Il s'éloigne de Murat dès les premiers signes de défection du prince en 1813. Ne conservant plus dès lors que sa sénatorerie, il assiste impuissant aux campagnes de 1813 et de 1814, qui précipitent la chute de l'Empire.

### La Restauration
Il se rallie à Louis XVIII après l'abdication de Napoléon.
Le comte Pérignon avait adhéré aux actes du Sénat ; aussi le nouveau souverain le nomme commissaire extraordinaire dans la 1re division militaire, président de la commission chargée de vérifier les titres des anciens officiers de l'armée des émigrés, et enfin pair de France. Il est par ailleurs fait chevalier de Saint-Louis. Nommé en 1815 gouverneur de la 10e division militaire, il cherche au mois de mars, de concert avec le baron de Vitrolles, à organiser dans le Midi un plan de résistance contre Napoléon. Il n'y réussit pas et reste éloigné des affaires pendant les Cent-Jours. L'Empereur le raye de la liste des maréchaux. Réintégré à la seconde Restauration le 10 janvier 1816, il passe avec le même titre dans la 1re division militaire, et reçoit le 3 mai suivant la croix de commandeur de l'ordre de Saint-Louis, gouverneur militaire de Paris, puis marquis en 1817.

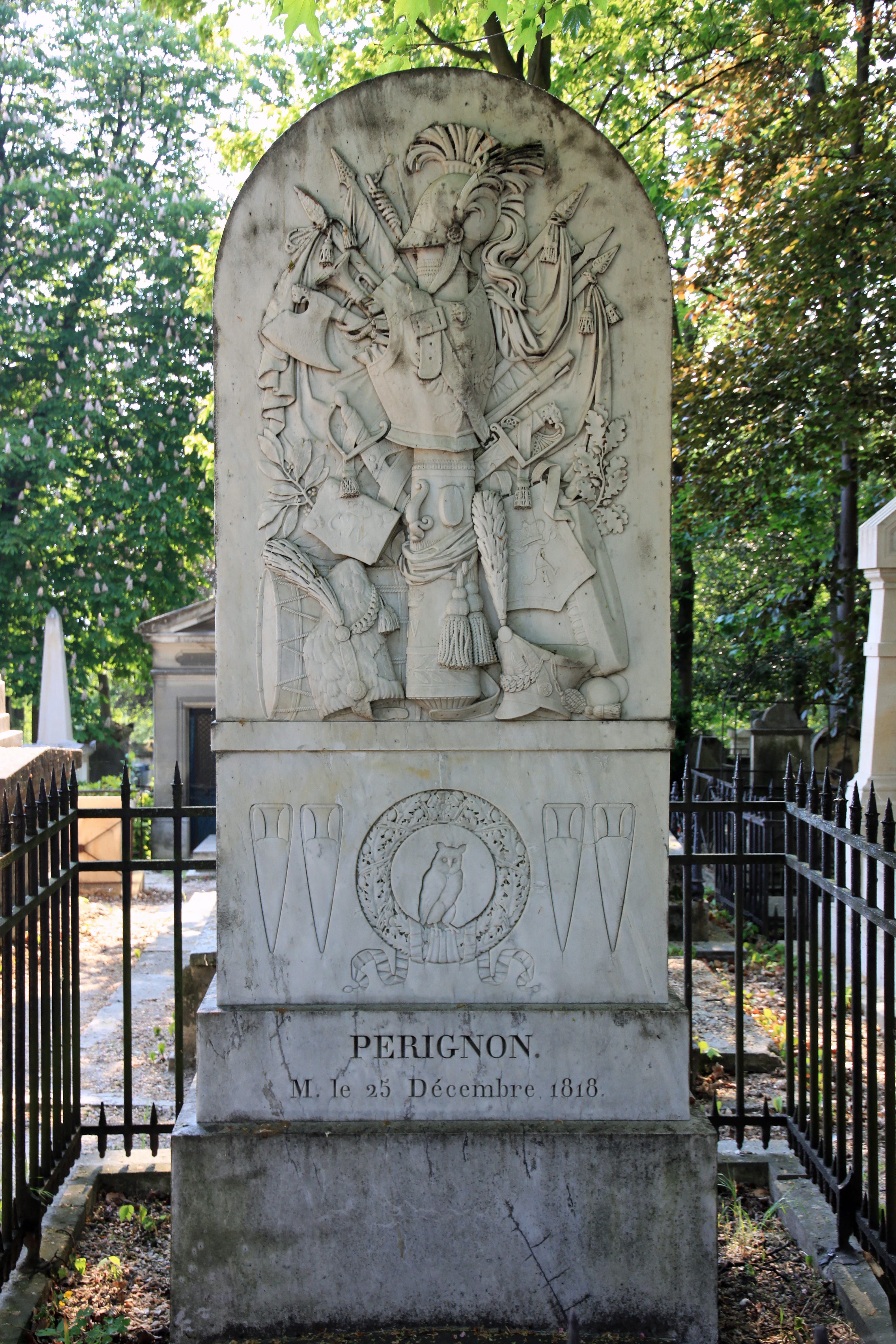
Tombe du maréchal Pérignon au cimetière du Père-Lachaise

Il vote la mort lors du procès de Ney et meurt le 25 décembre 1818 à Paris, couvert d'honneurs. Il repose au cimetière du Père-Lachaise, 24e division. Le nom de Pérignon figure sur l’arc de triomphe de l’Étoile.
George Ostermann le décrit comme « intrépide et résolu dans le combat, sage et généreux ensuite ».

## Titres
- 1er comte Pérignon et de l'Empire (1808) ;
- 1er marquis de Perignon (31 août 1817).

## Décorations
- Légion d'honneur :
  - Légionnaire le 2 octobre 1803, puis,
  - Grand officier le 14 juin 1804, puis,
  - Grand aigle de la Légion d'honneur le 2 février 1805 ;
- Ordre royal et militaire de Saint-Louis :
  - Chevalier le 1er juin 1814, puis,
  - Commandeur le 3 mai 1816, puis,
  - Grand-croix de l'ordre royal et militaire de Saint-Louis le 24 août 1817.
- Grand dignitaire de l'ordre des Deux-Siciles.

## Hommages
- Le nom Pérignon est gravé au côté Ouest (33e colonne) de l'arc de triomphe de l'Étoile, situé à Paris.
- La première promotion de l'École d'administration militaire a été nommée en son honneur.
- Le maréchal a donné son nom à une caserne à Toulouse.
- Le nom du maréchal a été donné à une rue de la ville de Balma.

## Autres fonctions
- Député de la Haute-Garonne à l'Assemblée Législative (5 septembre 1791 - mai 1792) ;
- Député de la Haute-Garonne au Conseil des Cinq-Cents le 16 octobre 1795 ;
- Ambassadeur en Espagne (26 novembre 1795 - 21 décembre 1797) ;
- sénateur (30 mars 1801 - 1814) ;
- Vice-président du Sénat conservateur (27 octobre 1801 - 22 décembre 1802) ;
- Gouverneur général des États de Parme et Plaisance (18 septembre 1806 - 23 juillet 1808) ;
- Gouverneur de Naples et commandant en chef de l'armée des Deux-Siciles (23 juillet 1808 - 27 mars 1813) ;
- Pair de France :
  - 4 juin 1814 ;
  - Marquis le 31 août 1817 (lettres patentes du 14 avril 1824) ;
- Président de la Commission de vérification des titres des officiers de l'armée de Condé (31 mai 1814 - 10 octobre 1814).

## Pensions, rentes
- Solde de maréchal d'Empire
- Rente sénatoriale annuelle de 25 000 francs
- 30 000 francs de revenus à titre de comte de l'Empire

## Armoiries
| Figure | Blasonnement |
|        | Armes du comte Pérignon et de l'Empire D'azur, à un bélier passant d'argent, accorné d'or, la tête sommée d'une croix patriarcale du même, ; au canton des Comtes Sénateurs brochant. Devise: FAYRE PLA LAYSSA DIRE. |
|        | Armes du marquis Pérignon, pair de France D'azur, à un bélier passant d'argent, accorné d'or, la tête sommée d'une croix patriarcale du même,                                                                        |